# Disternich (Vettweiß)
Disternich is een plaats in de Duitse gemeente Vettweiß, deelstaat Noordrijn-Westfalen, en telt 684 inwoners (2007).